# 来龙门街道
来龙门街道，中华人民共和国湖南省株洲市醴陵市下属的一个街道，位于醴陵市区东部。

## 建制沿革
- 1985年，设置解放路街道；
- 1995年，设置城东街道；
- 2002年，解放路街道、城东街道合并为来龙门街道。

## 行政区划
来龙门街道下辖7个社区、4个村委会：
马放塘社区、四塘社区、文庙社区、胜利社区、北门社区、狮子坡社区、丁家坊社区、上洲村、珊田村、马脑村和东岸村。

## 交通
- 沪昆铁路：醴陵站

## 名胜
- 陈明仁醴陵故居